# Freedom Star
Die Freedom Star ist ein US-amerikanisches, hochseetüchtiges Arbeitsschiff und Hochseeschlepper. Eigner ist die NASA, Betreiber war die United Space Alliance.

## Geschichte
Das Schiff wurde unter der Baunummer 184 von der Werft Atlantic Marine Shipyard gebaut und im Januar 1981 an den Reeder ausgeliefert. Etwa im Jahre 2003 wurde das Schiff an die NASA verkauft.
Die Freedom Star barg die abgetrennten Feststoffraketen (Solid Rocket Boosters) bei Space-Shuttle-Missionen etwa 230 km vor der Küste Floridas aus dem Atlantik. Dabei fungierte das Schiff als Schlepper für die längsseits vertäuten Raketen. Des Weiteren diente sie zum Transport der externen Tanks der Space Shuttles auf Barkassen vom Herstellungswerk Michoud Assembly Facility in New Orleans zum Kennedy Space Center in Florida.
Die NASA hat das Schiff in der Vergangenheit auch kurzfristig der National Oceanic and Atmospheric Administration und einigen Universitäten zu Forschungsfahrten zur Verfügung gestellt.
Das Schwesterschiff ist die Liberty Star.